# アンジェ・カプオッツォ
- アンジェ・カプッツォ

アンジェ・カプオッツォ（Ange Capuozzo、1999年4月30日 - ）は、トップ14・スタッド・トゥールーザンに所属するフランス・グルノーブル出身のラグビーユニオン選手。イタリア代表。

## プロフィール
- ポジションはフルバック(FB)、ウィング(WTB)。
- 身長177cm、体重68kg。
- U20イタリア代表に選ばれたことがある[1]。
- イタリア代表キャップは7（2022年11月現在）。

## 略歴
2018年、FCグルノーブルに加入。
2022年3月12日に行われたシックス・ネイションズ2022スコットランド戦で途中出場でイタリア代表初キャップを獲得して2トライを挙げた。また同月19日に行われたシックス・ネイションズ2022ウェールズ戦でイタリア7大会ぶりの勝利に貢献して試合後、プレイヤー・オブ・ザ・マッチをウェールズ代表ジョシュ・アダムスから譲り受けた。同年5月、トゥールーズに加入。

## 受賞歴
- ワールドラグビー男子15人制最優秀新人賞:2022年[6]